# Komornik graniczny
Komornik graniczny (łac. camerarius granicialis), zwany także limitantem (łac. limitans „graniczący”) – urzędnik sądowy w czasach Królestwa Polskiego, a następnie Rzeczpospolitej Obojga Narodów, zastępujący podkomorzego w sądzie podkomorskim. 
Za panowania Piastów był urzędnikiem książęcym do specjalnych zadań. Następnie miała miejsce powolna degradacja znaczenia tego urzędu. Był kolejno pomocnikiem wojewody, kasztelana, starosty, aż w XVI wieku stał się zastępcą podkomorzego. Urząd komornika granicznego zastrzeżony był wyłącznie dla szlachty posesjonatów. Kandydat musiał także stałe zamieszkiwać na terenie województwa lub ziemi, w której miał w przyszłości wykonywać swe obowiązki. Nie wymagano od niego biegłej znajomości geometrii i miernictwa. Po pozytywnej weryfikacji składał przysięgę według roty przysięgi podkomorzego przed właściwym sądem ziemskim. Do jego obowiązków oprócz rozstrzygania spraw o granice prywatnych dóbr ziemskich należało także sporządzanie map spornych gruntów.